# Vergós Guerrejat
Vergós Guerrejat és una entitat de població del municipi d'Estaràs, a la comarca de la Segarra. El poble se situa a l'extrem sud-oest del terme municipal, més enllà del pla de Vergós, a la dreta de la riera de Vergós, afluent, per l'esquerra, del riu Sió, al qual aflueix entre Montfalcó Murallat i les Oluges. L'església parroquial està dedicada a Santa Maria Magdalena.